# Mosasauroidea
Mosasauroidea, alternativt Mosasauroider, är en utdöd grupp med marina ödlor som tros vara nära besläktade med varanödlor och ormar. Fossil efter Mosasauroider har hittats både i Nordamerika, Sydamerika, Antarktis, Afrika, Europa, och på Nya Zeeland. De levde under den senare delen av Kritaperioden för cirka 95–65 miljoner år sedan.

## Om Mosasauroidea

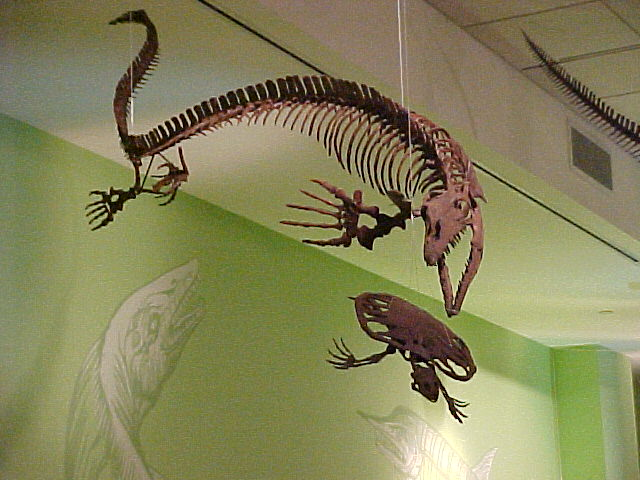
Fossil av Clidastes, en mosasaurie.

Mosasauroidea var vattenlevande djur som liknade slankbyggda och marina varaner. De hade långa kroppar och svansar för kraftfull simning, och triangulära huvuden med långa käftar och vassa tänder. Medan aigialosauriderna verkar ha haft ben, och endast tros ha varit delvis vattenlevande, verkar de flesta av familjen mosasaurier ha haft fenor, och var således med största sannolikhet, bundna till havet. Ett exempel på detta är att de verkar ha fortplantat sig genom att föda levande ungar, snarare än att lägga ägg. Inom Mosasauroidea har man beskrivit ett stort antal släkten. Det har föreslagits att den stora mångfalden delvis kan ha bland annat påverkats av det stora urhavet Tethys, som tros ha existerat på den här tiden (Superbiola & Houssaye et.al, 2008) samt det massutdöende tidigare under Krita som hade tagit kål på ichthyosaurierna och många arter av plesiosaurier, vilket öppnade upp ekologiska nischer.